# Kurt Fürchtegott Georg von Schlichting
Kurt Fürchtegott Georg von Schlichting (* 17. Januar 1751 in Kummerow, Kreis Regenwalde; † 16. Januar 1823 in Insterburg) war preußischer Generalmajor.

## Herkunft
Seine Eltern waren der preußische Rittmeister a. D., kursächsischer Oberstleutnant sowie Herr auf Bauchwitz und Kummerow, Karl Ludwig von Schlichting (* 1703; † 29. März 1769) und dessen zweite Ehefrau Katharina Magdalena von Tresckow (* 23. September 1724; † 3. Januar 1786).

## Leben
Er kam 1766 als Gefreitenkorporal in das Dragoner-Regiment Nr. 8. Dort wurde er am 2. April 1767 Fähnrich und am 12. Oktober 1770 Seconde-Lieutenant. Als solcher nahm er am Bayerischen Erbfolgekrieg teil. Am 8. Juli 1784 wurde er Premier-Lieutenant, am 1. Juli 1789 Stabshauptmann und am 21. Januar 1792 Major. Dann kämpfte er 1794/95 im Feldzug in Polen. Am 1. März 1795 wurde er dann zum Eskadronschef ernannt. Am 23. Mai 1800 stieg er zum Oberstleutnant auf und wurde am 28. Mai 1802 dann Oberst. Er nahm am Vierten Koalitionskrieg teil und schied am 27. November 1807 mit dem Charakter eines Generalmajors aus. Er bekam zunächst noch sein halbes Gehalt, erhielt aber erst 1813 seinen endgültigen Abschied mit einer Pension von 60 Talern. Er starb unverheiratet am 16. Januar 1823 in Insterburg.
In seiner Beurteilung aus dem Jahr 1804 durch den General Karl von Esebeck heißt es über den damaligen Oberst: hat sich viele praktische Dienstkenntnisse erworben, darüber gelesen und gedacht, er ist tätig, hat viel Lust zum Dienst, welches ich zu bemerken Gelegenheit gehabt habe.